# Instituto de EE. UU. para la Resolución de Conflictos Medioambientales
Mediante la Ley de Política Medioambiental y de Resolución de Conflictos de 1998  (Environmental Policy and Conflict Resolution Act) (Derecho Público 105-156) se creó el Instituto de los Estados Unidos para la Resolución de Conflictos Medioambientales con el fin de ayudar a las partes de conflictos medioambientales de todo el país que involucrasen a las agencias federales o a sus intereses en la resolución del mismo. El Instituto constituye un agente neutro dentro del gobierno federal más en contacto con la realidad que los mandatarios, que podrían verse influenciados por los lobbies e intereses propios. Gracias a esto, se puede llegar a un acuerdo común entre los intereses públicos y privados. Sus objetivos principales son:
- Resolver las disputas federales en cuanto al medioambiente, los recursos naturales y terrenos públicos de forma diligente y constructiva mediante la ayuda en la negociación y la mediación.
- Aumentar de la implantación adecuada del campo de la resolución de conflictos medioambientales en general y mejorar la capacidad de las agencias federales y de otras partes interesadas en tomar parte dentro de este campo de forma eficiente.
- Participar y promover la colaboración al resolver problemas y la creación de consenso a lo largo del diseño y la implementación de las políticas medioambientales federales para prevenir y reducir la incidencia de futuras disputas medioambientales.